# Luis Rojas
Luis Rojas (Caracas, 1º agosto 1963) è un ex calciatore venezuelano, di ruolo difensore.